# Antonie Rutgers

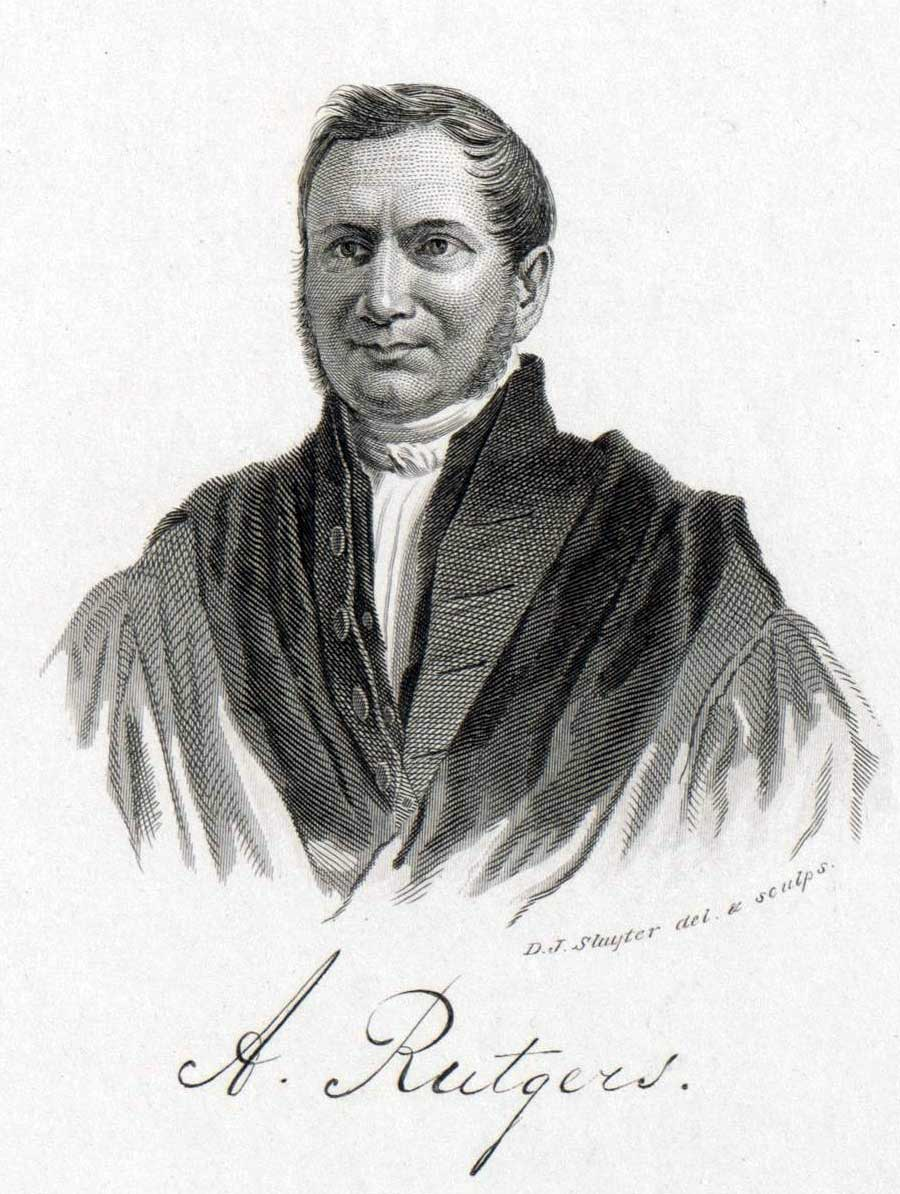
Antonie Rutgers

Antonie Rutgers (* 2. März 1805 in Groningen; † 18. Oktober 1884 in Den Haag) war ein niederländischer reformierter Theologe und Philologe.

## Leben
Rutgers war der Sohn des Groninger Pfarrers Johannes Rutgers (* 19. Oktober 1758 in Leeuwarden; † 15. April 1834 in Groningen) und dessen Frau Eva Justina Brugmans (* 16. Mai 1773 in Groningen; † 7. Februar 1845 ebd.). Er besuchte das Gymnasium seiner Geburtsstadt und begann am 16. Juni 1821 ein Studium der Literatur und Theologie an der Universität Groningen. 1823 bestand er in Groningen sein Kandidatenexamen der Literatur und 1825 sein theologisches Kandidatenexamen. Am 1. Dezember 1828 wurde er als Pfarrer nach Breede berufen, welche Aufgabe er am 5. April 1829 antrat.
Nachdem er am 21. April 1830 in Groningen mit dem Thema Annotatio in Joëlem zum Doktor der Theologie promoviert hatte, berief man ihn am 20. Juni 1837 zum Professor an die philosophisch und geisteswissenschaftliche Fakultät der Universität Leiden. Sein Lehrauftrag beinhaltete die hebräische Sprache, hebräische Altertümer, die Auslegung des Alten Testaments und Sanskrit. Diese Aufgabe trat er am 29. September 1837 mit einer Rede an. Am 24. Mai 1840 erhielt er die Ehrendoktorwürde der Literatur von der Universität Groningen. Zudem beteiligte er sich an den organisatorischen Aufgaben der Leidener Hochschule. So war 1848/49 Rektor der Alma Mater, diese Aufgabe legte er mit der Rede de Academiis origine universitatum nieder. Am 3. April 1875 wurde er aufgrund eines königlichen Beschlusses aus seiner Professur emeritiert und zog dann nach Den Haag.
Rutgers war Mitglied mehrerer Gelehrtengesellschaften seiner Zeit. So war er vom 13. April 1849 bis zum 26. Oktober 1851 korrespondierendes Mitglied des königlich niederländischen Instituts der Wissenschaften, der Literatur und schönen Künste, vom 23. Februar 1855 bis zum 21. September 1877 Mitglied der königlich niederländischen Akademie der Wissenschaften (Abteilung Literatur), auch war er Mitglied der provinziellen Utrechtschen Gesellschaft der Künste und Wissenschaften, Mitglied der Gesellschaft der niederländischen Literatur in Leiden und Mitglied der zeeländischen Gesellschaft der Wissenschaften in Middelburg.

## Familie
Rutgers war zwei Mal verheiratet. Seine erste Ehe schloss er am 20. Mai 1833 in IJsselstein mit Jeremina Frederika Abresch (* 20. Februar 1805 in Ijsselstein; † 21. Dezember 1840 in Leiden). Seine zweite Ehe schloss er ebenfalls in IJsselstein am 26. August 1847 mit der Schwester seiner ersten Frau Louisa Wilhelmina Abresch (* 25. Oktober 1812 in IJsselstein; † 10. Juni 1848 in Leiden). Beiden Frauen waren die Töchter de Frederik Lodewigk Abresch und der Willemina Jacoba Rolandus. Sein einziger Sohn Frederik Lodewijk Rutgers (1836–1917) wurde ebenfalls Theologe, erwarb sich den akademischen Grad eines Doktors der Theologie und wurde Professor der Theologie an der Universität Amsterdam.

## Veröffentlichungen
- Historia Jemanae sub Hasano Pascha. Leiden 1838
- Oratio de Samuelis in populo Israelitico formando vi saluberrima. Den Haag 1840
- Oratio de Academiis origine universitatum. Leiden 1849
- De Sanskrit-drukletters. Leiden 1851
- Het lijdvak der Babylonische Ballingschap. Leiden 1851
- Het beheer der kerkelijke goederen en fondsen van de Nederd. Herv. gemeente te Leiden. Leiden 1869
- De echtheid van het tweede gedeelte van Jesaja. Leiden 1866